# Seznam jordánských královen

Znak Jordánského království

Tento seznam jordánských královen zahrnuje manželky hášimovských panovníků Jordánského království od roku 1949, kdy byl emirát Transjordánsko povýšen na království. 

## Náležitosti
Všichni jordánští králové byli muži, neboť jordánský zákon neumožňuje ženám samostatně panovat. Aby směla jeho manželka nosit titul jordánské královny, je nezbytné, aby ho král po svém nástupu na trůn a sňatku své manželce udělil. Pokud tak neučiní, má jeho žena pouze nižší titul – Princezna manželka. Pouze jediná manželka krále Husajna I., princezna Muna, neměla po čas manželství titul královny.

## Seznam
| Obrázek | Rozená                | Královské jméno                        | Datuam nrození    | Sňatek             | Královna manželka od                             | Královna manželka do            | Úmrtí               | Manžel-král  |
| ------- | --------------------- | -------------------------------------- | ----------------- | ------------------ | ------------------------------------------------ | ------------------------------- | ------------------- | ------------ |
|         | Musbah bint Nasser    | Královna Musbah                        | 1884              | 1904               | 25. května 1946 Jordánsko povýšeno na království | 20. července 1951 úmrtí manžela | 15. března 1961     | Abdalláh I.  |
|         | Zein aš-Šaraf         | Královna Zein                          | 2. srpna 1916     | 27. listopadu 1934 | 20. července 1951 nástup manžela na trůn         | 11. srpna 1952 abdikace manžela | 26. dubna 1994      | Talal I.     |
|         | Dina bint Abdul-Hamid | Královna Dina                          | 1929              | 18. dubna 1955     | 18. dubna 1955                                   | 24. června 1957 rozvod          | 2019                | Husajn I.    |
|         | Toni Gardiner         | Princezna Muna jako princezna manželka | 25. dubna 1941    | 25. května 1961    | 25. května 1961                                  | 21. prosince 1971 rozvod        | žijící              | Husajn I.    |
|         | Alia Toukan           | Královna Alia                          | 25. prosince 1948 | 24. prosince 1971  | 24. prosince 1971                                | 9. února 1977 úmrtí             | 9. února 1977 úmrtí | Husajn I.    |
|         | Lisa Halaby           | Královna Núr                           | 23. srpna 1951    | 15. června 1978    | 15. června 1978                                  | 7. února 1999 úmrtí manžela     | žijící              | Husajn I.    |
|         | Ranija al-Jasín       | Královna Rania                         | 31. srpna 1970    | 10. června 1993    | 7. února 1999 nástup manžela na trůn             | úřadující                       | úřadující           | Abdalláh II. |